# Serhi Hryn
Serhi Myjailovych Hryn –en ucraniano, Сергій Михайлович Гринь– (Kiev, URSS, 27 de diciembre de 1981) es un deportista ucraniano que compitió en remo.
Participó en tres Juegos Olímpicos de Verano, entre los años 2004 y 2012, obteniendo una medalla de bronce en Atenas 2004, en la prueba de cuatro scull, y el octavo lugar en Pekín 2008, en la misma prueba.
Ganó dos medallas en el Campeonato Mundial de Remo, en los años 2006 y 2018, y cuatro medallas en el Campeonato Europeo de Remo entre los años 2008 y 2015.

## Palmarés internacional
| Juegos Olímpicos   | Juegos Olímpicos            | Juegos Olímpicos  | Juegos Olímpicos |
| Año                | Lugar                       | Medalla           | Prueba           |
| ------------------ | --------------------------- | ----------------- | ---------------- |
| 2004               | Atenas (Grecia)             | Medalla de bronce | Cuatro scull     |
| Campeonato Mundial |                             |                   |                  |
| Año                | Lugar                       | Medalla           | Prueba           |
| 2006               | Eton (Reino Unido)          | Medalla de plata  | Cuatro scull     |
| 2018               | Plovdiv (Bulgaria)          | Medalla de bronce | Cuatro scull     |
| Campeonato Europeo |                             |                   |                  |
| Año                | Lugar                       | Medalla           | Prueba           |
| 2008               | Maratón (Grecia)            | Medalla de bronce | Cuatro scull     |
| 2009               | Brest (Bielorrusia)         | Medalla de oro    | Cuatro scull     |
| 2010               | Montemor-o-Velho (Portugal) | Medalla de bronce | Cuatro scull     |
| 2015               | Poznań (Polonia)            | Medalla de bronce | Doble scull      |